# M (James Bond)
M is de titel en code voor de baas van James Bond, het fictieve hoofd van de Britse geheime dienst Secret Intelligence Service, beter bekend als MI6. 
Zowel in de romans als in de films wordt M bijgestaan door zijn persoonlijke secretaresse Miss Moneypenny en stafchef Bill Tanner.

## Sir Miles Messervy
In Ian Flemings romans is de echte naam van M Sir Miles Messervy met de rang 'Rear Admiral', vergelijkbaar met Schout-bij-nacht. In de hele serie wordt wel op deze naam gezinspeeld en in het laatste boek, The Man With The Golden Gun, wordt de naam onthuld. In de film The Spy Who Loved Me wordt alleen de voornaam Miles bekendgemaakt, en de rang van Rear Admiral.
In de boeken heeft M duidelijk een zwak voor Bond en is er sprake van een lange samenwerking. M knijpt diverse keren een oogje toe als het om Bond gaat. In For Your Eyes Only regelt Bond voor M een moordaanslag die niets met de geheime dienst van doen heeft. Als Bond in The Man with the Golden Gun een moordaanslag pleegt op M zelf, blijkt dit het gevolg van hersenspoeling en M staat erop dat Bond niet wordt gestraft maar gerehabiliteerd. M kan ook streng zijn als dat nodig is: in Thunderball berispt hij Bond vanwege diens ongezonde levensstijl en stuurt hem naar een kliniek; later neemt hij Bond echter in vertrouwen en vertelt hem, tegen de regels in, de gehele toedracht van de gestolen atoombommen. 
Ook in latere boeken, geschreven door John Gardner, beschermt M Bond tegen de nieuwe wind die door de geheime dienst waait.
Fleming heeft M gebaseerd op Rear Admiral John H. Godfrey, directeur van de Britse marine-informatiedienst in de Tweede Wereldoorlog. Fleming was in die tijd zijn assistent en zij waren goede vrienden die elkaar bij de voornaam aanspraken, in tegenstelling tot M en Bond. De biograaf van Fleming, John Pearson, schreef in zijn The Life of Ian Fleming dat M gebaseerd zou kunnen zijn op de moeder van Fleming. Als jongen noemde hij haar M. Soms wordt aangenomen dat Ian Fleming dit personage heeft gebaseerd op het eerste echte hoofd van deze geheime dienst, Mansfield Smith-Cumming, die zijn initiaal "C" gebruikte om papieren te markeren die hij had gezien. Deze gewoonte werd door zijn opvolgers overgenomen.

## M, gespeeld door Bernard Lee
In de films werd M, vanaf de eerste film Dr. No tot Moonraker, gespeeld  door Bernard Lee. In de meeste films gaan beide personages op een respectvolle manier met elkaar om. Soms komt M echter ietwat geprikkeld uit de hoek, als Bond hem ergens in aftroeft of een vreemde streek uithaalt. Soms moet M Bond ook terechtwijzen. In Goldfinger is hij boos omdat Bond bij het observeren van Goldfinger er met diens vriendin vandoor gaat, en in On Her Majesty's Secret Service haalt hij Bond (tegen diens zin) van zijn vruchteloze missie af om Blofeld te pakken. In diezelfde film verschijnt hij echter wel later op Bonds bruiloft.
Lee overleed in 1981 en in de Bondfilm uit dat jaar, For Your Eyes Only, werd zijn tekst overgenomen door zijn stafchef Bill Tanner en Q. In het verhaal wordt opgemerkt dat M met verlof is.
Lee speelde M in
- Dr. No (1962)
- From Russia with Love (1963)
- Goldfinger (1964)
- Thunderball (1965)
- You Only Live Twice (1967)
- On Her Majesty's Secret Service (1969)
- Diamonds Are Forever (1971)
- Live and Let Die (1973)
- The Man with the Golden Gun (1974)
- The Spy Who Loved Me (1977)
- Moonraker (1979)

## M, gespeeld door Robert Brown
Na de dood van Lee in 1981 kreeg Robert Brown de rol van M. Dit komt mede door de Bondacteur in Octopussy (Roger Moore) die al met Brown in de televisieserie Ivanhoe speelde. Brown speelde eerder de rol van vice-admiraal Hargreaves in The Spy Who Loved Me. In Octopussy wordt niet duidelijk of de M gespeeld door Brown dezelfde persoon is als de M van Lee. Er wordt in elk geval nergens opgemerkt dat dit een andere persoon is. Later, in The World Is Not Enough hangt er achter de derde M, gespeeld door Judi Dench, een portret van Bernard Lee als de eerste M in het Schotse MI6-hoofdkwartier. Verder blijkt uit zijn insigne, in de proloog van The Living Daylights, dat deze M een Rear Admiral is (net als Sir Miles) en dat vice-admiraal Hargreaves dan gedegradeerd zou moeten zijn.
Browns M heeft duidelijk geen clementie voor Bonds streken. Browns M aarzelde ook niet om Bond zijn 'licence to kill' te ontnemen in de film Licence to Kill als Bond een persoonlijke vete start en daarbij orders negeert. Als Bond ontsnapt voorkomt hij echter dat zijn lijfwachten op Bond schieten, onder het voorwendsel dat er te veel mensen in de buurt zijn. Hierna mompelt hij in zichzelf: "God rest you, commander" ("God zij met je, overste"), implicerend dat hij zich stiekem toch zorgen om Bond maakt.
Brown speelde M in
- Octopussy (1983)
- A View to a Kill (1985)
- The Living Daylights (1987)
- Licence to Kill (1989)

## M, gespeeld door Judi Dench
Na een lange tussenpoos kwam GoldenEye met Judi Dench als de nieuwe M. Er wordt gespeculeerd dat haar personage gebaseerd is op Stella Rimington, het echte hoofd van MI5 tussen 1992 en 1996. In de films is haar echte naam nog niet onthuld, in de romans heeft Raymond Benson haar echte naam Barbara Mawdsley prijsgegeven. Tot nu toe is zij niet alleen de enige vrouwelijke M, maar ook de enige van wie een familielid in beeld verschijnt: in Casino Royale wordt een glimp opgevangen van haar echtgenoot. In Skyfall citeert M voor een commissie een gedicht met een opmerking dat haar inmiddels overleden man daar een bewonderaar van was.
Dench speelt duidelijk een nieuw benoemde M. In GoldenEye is zij een kil en bot personage met een hekel aan Bond die ze betitelt als een "seksistische misogyne dinosaurus" en "overblijfsel uit de Koude Oorlog". Stafchef Tanner betitelt haar als "de boze cijferkoningin". In latere films is ze minder kil, maar blijft professioneel afstandelijk. Of, zoals zij zei in The World Is Not Enough: "He's the best we have, although I'd never tell him." ("Hij is de beste die we hebben, maar dat zal ik hem nooit zeggen"). In het begin werd er schande gesproken van een vrouwelijke M maar al snel vinden veel Bondfans haar geweldig.
In 2006 speelt Dench ook M in Casino Royale, een reboot van de serie. In deze versie is zij al M als Bond tot 007 benoemd wordt. In deze film en het vervolg Quantum of Solace is de relatie tussen haar en Bond erg kribbig, vooral omdat Bond in haar ogen een ongeleid projectiel is, en hij verdachten vaak vermoordt alvorens ze ondervraagd kunnen worden. Bond slaagt erin om haar zeer geheime woonadres te achterhalen en breekt er zelfs in. Daarnaast vindt hij uit waar de letter M voor staat, maar dit mag hij niet hardop uitspreken van haar. Op den duur blijkt echter dat Bond een volhouder is, die uiteindelijk toch op het goede spoor komt, en leert M hem te vertrouwen.
In Skyfall, waarin M aan het einde sterft, neemt Dench afscheid van haar rol als M. De film laat een duidelijk beeld van de relatie tussen M en Bond zien waarin Bond het juist voor haar opneemt als zij onder vuur ligt. Ondanks het vele gekibbel dat Bond en M hebben gehad tijdens het leven van M, laat Bond emotie zien op het moment dat M sterft. In Spectre verschijnt ze nog heel even op een oud videobericht dat Bond aan Moneypenny laat zien, waarin de oude M hem opdracht geeft in geval van haar dood een man genaamd Sciarra te doden om via zijn begrafenis op een spoor te komen. Zo ontdekt Bond de organisatie SPECTRE. Later zegt Blofeld het brein achter haar dood te zijn. In de climax toont hij in het verwoeste gebouw van MI6 een foto van haar en andere personen uit Bonds leven.
Dench speelde M in:
- GoldenEye (1995)
- Tomorrow Never Dies (1997)
- The World Is Not Enough (1999)
- Die Another Day (2002)
- Casino Royale (2006)
- Quantum of Solace (2008)
- Skyfall (2012)
- Spectre (2015) - cameo

## M, gespeeld door Ralph Fiennes
Aan het einde van Skyfall wordt een nieuwe M geïntroduceerd, gespeeld door Ralph Fiennes. Het is tevens de eerste M in de films waarvan de volledige ware naam genoemd wordt.
In eerste instantie wordt het personage geïntroduceerd onder zijn ware naam Gareth Mallory, de voorzitter van de Intelligence and Security Committee en daarmee een superieur van M. Bond ziet hem in eerste instantie als een bureaucraat, maar Mallory blijkt een voormalig luitenant-kolonel die tijdens The Troubles bij de Special Air Service diende en drie maanden lang werd vastgehouden door de IRA. Tijdens een moordaanslag op de oude M (Judi Dench) in Londen blijkt Mallory het nog niet verleerd te zijn, en vecht hij mee met Bond. Aan het einde van de film blijkt Mallory de nieuwe M te zijn, na de dood van zijn voorgangster. In de daaropvolgende film Spectre staat MI6 nog steeds bloot aan reorganisaties en heeft Mallory een nieuwe baas gekregen in de vorm van ene Max Denbigh, die door Bond "C" wordt genoemd. C wil een samenwerkingsverband tussen inlichtingendiensten van verschillende landen oprichten en is van plan de 00-sectie af te schaffen. Uiteindelijk blijkt dat dit een plan is om SPECTRE totale controle te geven, waarop M met Bond, Q, Tanner en Moneypenny een plan bedenkt om het programma te stoppen en C te arresteren. De arrestatie loopt mis en C stort te pletter, maar M slaagt er uiteindelijk wel in om Ernst Stavro Blofeld te arresteren.
In No Time to Die ontwikkelt Mallory een DNA-gericht nanobot-biowapen, genaamd Project Heracles. Het wordt echter gestolen door Spectre en valt in de handen van Lyutsifer Safin, wat uiteindelijk leidt tot de vermoedelijke dood van James Bond, aangezien hij zijn leven opoffert om het wapen volledig te vernietigen. Mallory prijst Bond en toost met een borrel aan het einde van de film.
Fiennes speelde M in
- Skyfall (2012)
- Spectre (2015)
- No Time to Die (2021)

## Niet EON films

### M, gespeeld door Edward Fox
In de film Never Say Never Again wordt duidelijk gezegd dat er een nieuwe M is, gespeeld door Edward Fox. Deze M is een boekhouder en steeds bezig de agenten te testen. Hij maakt er geen geheim van dat hij Bond minacht.
Fox speelde M in
- Never Say Never Again (1983)

### Casino Royale1967 parodie
In de filmparodie Casino Royale uit 1967 is er niet een maar zijn er twee M's.
De eerste wordt gespeeld door John Huston. In deze film is M's echte naam McTarry en hij wordt per ongeluk gedood nadat hij opdracht heeft gegeven om Bonds huis te beschieten als de gepensioneerde spion dienst weigert.
Daarna wordt Bond, gespeeld door David Niven, zelf M en geeft hij opdracht om alle geheim agenten, zowel mannen als vrouwen, 'James Bond 007' te noemen om de vijand te verwarren (...doch niet alleen de vijand).

### The League of Extraordinary Gentlemen
In de stripserie The League of Extraordinary Gentlemen door Alan Moore en Kevin O'Neill komt niet alleen een voorouder van Bond voor, maar ook een M. Mina Murray vermoedt dat de M staat voor Mycroft Holmes, maar uiteindelijk blijkt het Professor Moriarty te zijn, die de geheime dienst volkomen in zijn zak heeft. In de climax van de eerste miniserie komt Moriarty om het leven, waarna Mycroft Holmes alsnog zijn plaats inneemt. In The Black Dossier blijkt dat de functie van M al sinds het Elizabethaanse tijdperk bestaat.
In de verfilming van de strip blijkt M, gespeeld door Richard Roxburgh ook Moriarty te zijn. Ironisch genoeg wordt de hoofdpersoon Allan Quatermain gespeeld door Sean Connery, die eerder James Bond speelde.